# Церква святого Юрія (Розношинці)
Церква святого Юрія в Розтошинцях — парафія і храм греко-католицької громади Збаразького деканату Тернопільсько-Зборівської архієпархії Української греко-католицької церкви в селі Розношинці Тернопільського району Тернопільської области.

## Історія церкви
Релігійна громада в селі існувала з XVI століття, належачи до Київської православної митрополії. У XVIII столітті вона перейшла до Української Греко-Католицької Церкви і залишалася в її лоні до 1946 року, а потім з 1990 року. З 1946 по 1990 рік парафія і храм були частиною РПЦ.
Храм був збудований у 1860 році за пожертви парафіян і освячений за служіння о. Андрія Герасимовича. Розпис у церкві виконали художники Кух, Ходоровський та Ничка у 1950 році. Після 1990 року єпископських візитацій на парафії не було.
У храмі зберігається чудотворна ікона Матері Божої Неустанної Помочі, а відпуст відбувається на свято Покрови Пресвятої Богородиці, 14 жовтня. При парафії діють Марійська і Вівтарна дружини, а також спільнота «Матері в молитві».
На території села встановлено кілька пам'ятних знаків: два ювілейні хрести (на честь 950-річчя та 1000-ліття Хрещення Київської Русі), пам'ятник Борцям за волю України, фігура на честь скасування панщини, хрест Тверезості, фігура Покрови Матері Божої, а також пам'ятник на честь 150-річчя побудови храму. У власності парафії є парафіяльний будинок, спільний з матірною парафією с. Красносільці.

## Парохи
- о. Андрій Герасимович,
- о. Іван Бохенський,
- о. Карпович,
- о. Алиськевич,
- о. Дмитро Сеньківський,
- о. Іван Пивоварчук,
- о. Володимир Хомкович (1990—1997),
- о. Йосип Янішевський,
- о. Василь Шайда,
- о. Михайло Коцькович,
- о. Григорій Єднорович,
- о. Іван Рудий,
- о. Олег Яриш (з 2000).